# ستيوارت توماس باتلر
ستيوارت توماس باتلر (بالإنجليزية: Stuart Thomas Butler)‏ هو عالم نووي وفيزيائي أسترالي، ولد في 4 يوليو 1926 في Naracoorte, South Australia ‏ في أستراليا، وتوفي في 15 مايو 1982.